# Jan Pawoł Nagel

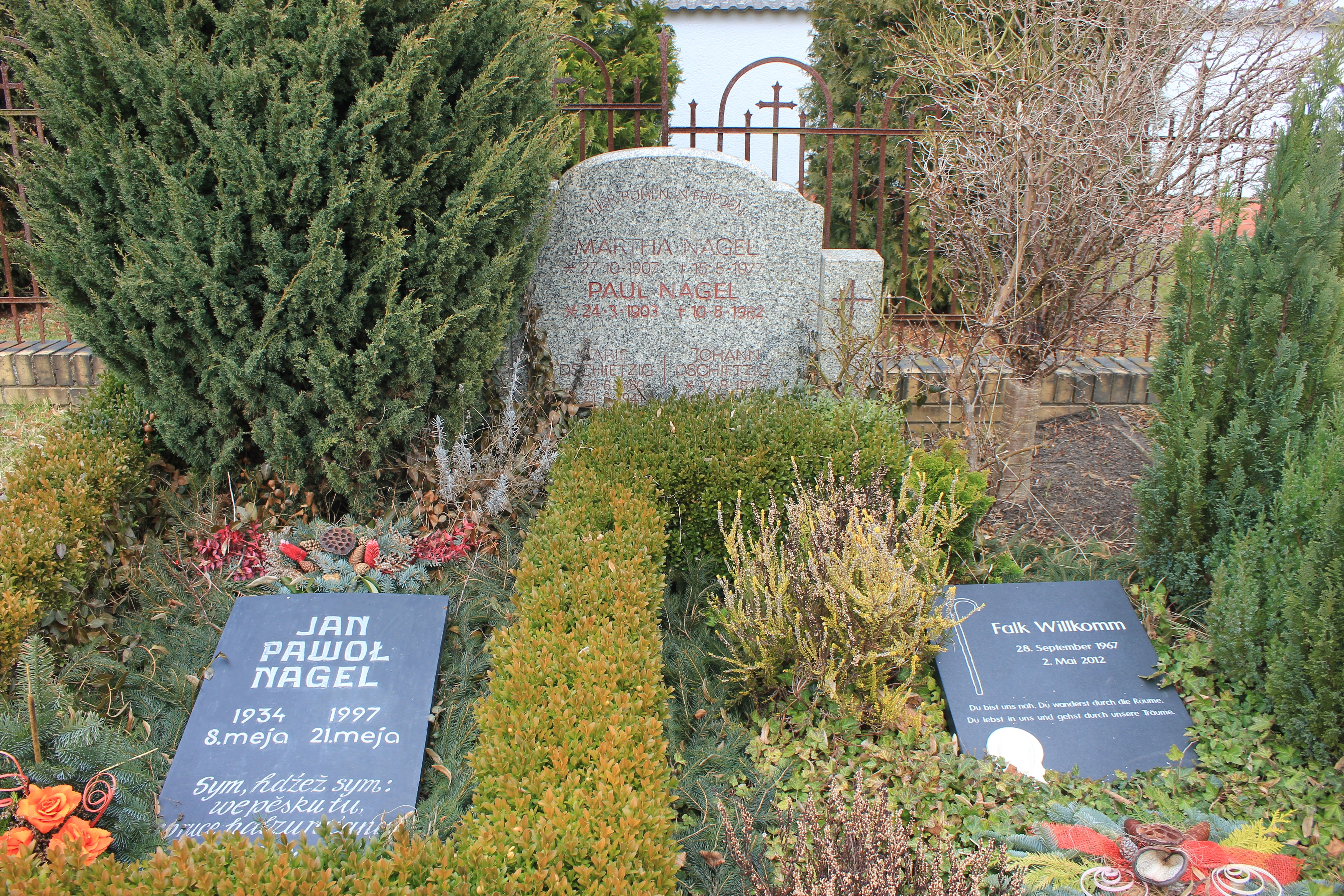

Jan Pawoł Nagel (ur. 8 maja 1934 w miejscowości Łaz/ niem. Lohsa – zm. 21 maja 1997) – serbołużycki kompozytor.
Po zdaniu matury w łużyckiej szkole w Budziszynie studiował muzykę w Berlinie, m.in. kompozycję u Rudolfa Wagnera-Régenya. Przez dwa lata po studiach był dyrektorem chóru przy łużyckim zespole ludowym w Budziszynie, jednak w pierwszym etapie twórczości zajmował się głównie komponowaniem w stylu dodekafonii. Później tworzył w rozszerzonej tonalności, często z wpływem folkloru łużyckiego. W ostatnim okresie (po 1989) stał się szczególnie aktywny w łużyckiej organizacji Domowina, w której na ponad rok został wybrany prezydentem.
Pozostawił wiele utworów symfonicznych, kameralnych, często wykorzystujących motywy ludowe (np. Dziesięć łużyckich tańców na kwartet smyczkowy).